# Tage Sunnberg
Tage Gustaf Sunnberg, född 3 december 1904 i Gnesta, död 3 augusti 1994, var en svensk industriman.
Efter studentexamen i Södertälje 1923 utexaminerades Sunnberg från Kungliga Tekniska högskolan (KTH) i Stockholm 1928. Han blev assistent på institutionen för oorganisk kemi vid KTH 1932, driftingenjör vid garvämnesfabriken AB Tannin i Västervik 1935 och försäljningsdirektör vid Bergvik och Ala AB 1940. Han var verkställande direktör för Bergviks Hartsprodukter AB i Sandarne (tillhör numera Arizona Chemical) från 1952 och för Kemiska AB Weibull från 1966. Han var även styrelseledamot i Garvämnes AB Weibull från 1966.